# 台灣森永製菓
台灣森永製菓（英語：Taiwan Morinaga）是日本森永製菓創立的臺灣子公司，民國50年（1961年）6月9日成立，由潘水生先生及李炳桂先生共同創立，與日本森永製菓成立合資企業「台灣製菓股份有限公司」。在日本森永製菓公司的技術指導下，開始製造販賣牛奶糖、糖果類的產品。於1980年，將公司名變更為現在的名稱「台灣森永製菓股份有限公司」。
現在除了經典的牛奶糖產品外，也有口感獨特又有嚼勁的水果軟糖"嗨啾"、劃時代的威德in Jelly以及高品質的森永質上雪糕等產品皆廣受年輕人的喜愛。
總部設於臺北市北投區中央南路二段22號，雇有約300名左右員工 (2024年統計)，是臺灣知名牛奶糖製造商，其工廠佔地5600多坪以上，曾經還有餅乾、巧克力，但現已停產。

## 產品

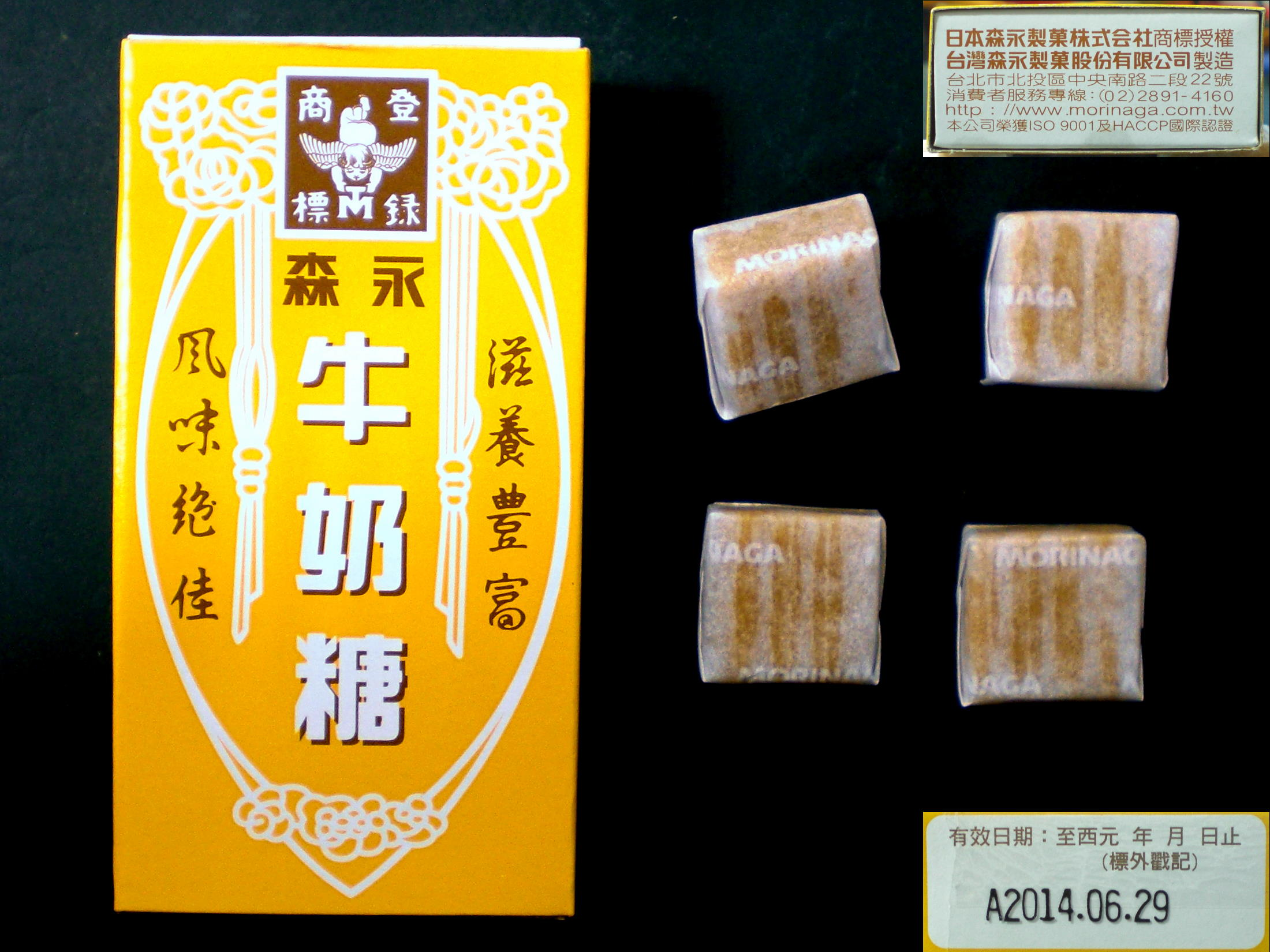
台灣森永製菓製造的牛奶糖

- 牛奶糖
- 嗨啾 Hi-Chew 軟糖
- in Jelly果凍
- 多樂福
- 汽水糖
- 質上雪糕
- 珍珠雪糕

## 例外
除了以上產品之外，日本森永製菓的部分產品也有交給台灣其他公司代理進口，這部分的相關業務就與台灣森永製菓沒有關係。
例如：牛奶糖雪派、嗨啾果實冰、彈珠汽水風味糖、大嘴鳥巧克力球。